# Albert Galeron
Paul-Louis-Albert Galeron (1846-1930) fue un arquitecto francés con varios proyectos en Rumania.

## Biografía

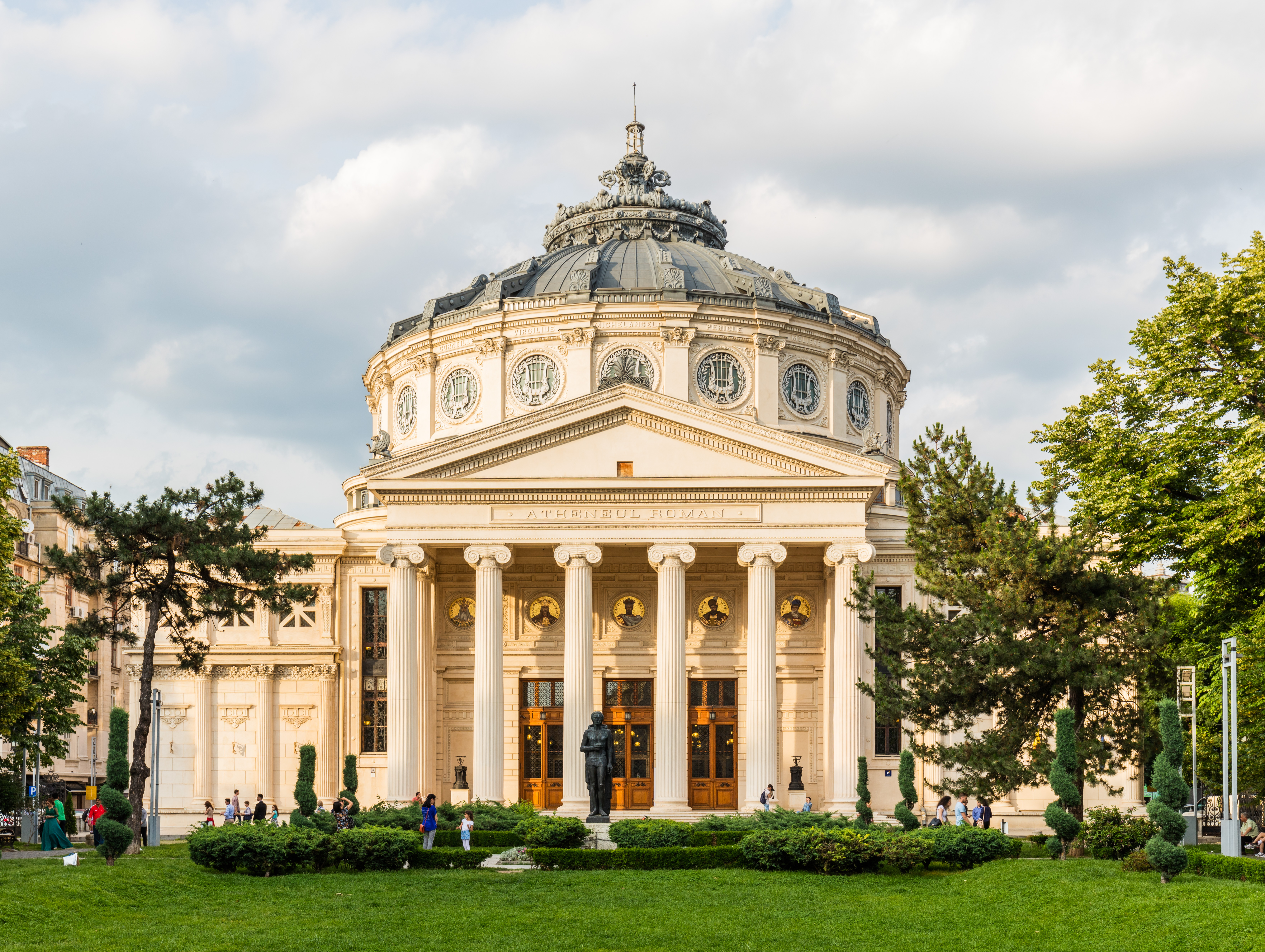
Ateneo Rumano

Nacido hacia mediados del siglo XIX en París, trabó amistad con varios estudiantes rumanos en su ciudad natal, a instancia de los cuales marchó a Rumania hacia 1880. Allí, tras realizar diversos trabajos, fue nombrado en 1891 arquitecto de Eforia Spitalelor Civile (una institución dedicada a la gestión de hospitales), cargo del que dimitió dos años después para regresar a París, donde se instaló. Realizó, entre otras obras, los planos del edificio del Banco Nacional de Rumania, el Ateneo Rumano y el «Asilulul Slătineanu» en Bucarest. Falleció en 1930 en París.